# Saturdays of Thunder
Saturdays of Thunder, llamado Sábados de trueno en España y Tardes de Trueno en Hispanoamérica, es un capítulo perteneciente a la tercera temporada de la serie animada Los Simpson, emitida originalmente el 14 de noviembre de 1991. El episodio fue escrito por Ken Levine y David Isaacs, y dirigido por Jim Reardon.

## Sinopsis
Todo comienza cuando una serie de carreras en autos caseros para niños llega a Springfield. Bart, entusiasmado, desea participar en la competencia, pero descubre que debe fabricarse su propio auto. 
Mientras tanto, Homer se hace a sí mismo un test de una revista para padres, en donde descubre que no sabe nada acerca de su hijo. Para tratar de ser un mejor padre, le ofrece ayuda a Bart para construir su auto para el concurso. 
Desafortunadamente, Homer y Bart sólo logran construir un auto pequeño y precario, al cual llaman Rayito. El auto parece ser muy malo en comparación con el de Martin Prince (Honor Roller que aparecería en el juego de coches de Los Simpsons), un excelente coche de carreras. Pero Bart, al no tener valor para decirle a Homer que el auto Rayito era terrible, decide correr con él una carrera preliminar. 
En el circuito de carreras, Bart y Martin se unen en una especie de alianza en contra de Nelson Muntz, un abusón muy arrogante y que los maltrataba mucho. Nelson tiene un auto de carreras de aspecto feroz y en el que se escuchan voces dentro, lo cual podría significar que estuviera manejado por niños. 
Cuando comienza la carrera, Bart va a escasa velocidad, ya que el Rayito no le permitía ir muy rápido. Sin embargo, a Martin le va peor, ya que su auto va demasiado rápido y fuera de control. Todo esto ocasiona que Martin choque y quede inhabilitado para seguir compitiendo. En el hospital, el niño le dice a Bart que quería que tome su poderoso auto y que compita con él en la carrera. La decisión de Bart de cambiar al pequeño Rayito por un auto mejor rompe el corazón de Homer.
Bart, más tarde, trata de arreglarse con Homer, pero él sigue muy ofendido. En la carrera, Homer recapacita y se da cuenta de lo egoísta que había sido al rechazar a su hijo. Además, descubre que ya había averiguado más cosas sobre Bart, y se empieza a sentir orgulloso.
Al verse perdonado, Bart toma fuerzas y, luego de superar los múltiples intentos de Nelson por destruir su auto, gana la carrera. Homer toma al niño en brazos y celebran juntos.